# Bazemont
Bazemont – miejscowość i gmina we Francji, w regionie Île-de-France, w departamencie Yvelines.
Według danych na rok 1990 gminę zamieszkiwało 1468 osób, a gęstość zaludnienia wynosiła 223 osób/km² (wśród 1287 gmin regionu Île-de-France Bazemont plasuje się na 556. miejscu pod względem liczby ludności, natomiast pod względem powierzchni na miejscu 575.).